# رود توسکار
رود توسکار (انگلیسی: Tuskar) یک رودخانه در استان کورسک کشور روسیه است.